# Първа професионална футболна лига 2024/25
Сезон 2024/25 на Първа професионална футболна лига е 101-вият сезон на най-горната българска футболна лига. През този сезон Лудогорец брани своята 13-а титла.
Сезонът ще започне в уикенда 19 – 22 юли 2024 г. Последният кръг за 2024 година е предвиден да се изиграе в уикенда 06 – 09 декември. Първият кръг през 2025 година ще се играе в уикенда 14 – 17 февруари.
През този сезон също се планират дати за отложени мачове към този момент са 18 и 25 септември 2024 г.;  07 ноември и 19 декември 2024г.

### Промени
Този сезон се променят правилата за втората фаза на Efbet лига първенството след редовната фаза ще играе в:
- първа група – 4 отбора – от 1 до 4 място в редовния сезон
- втора група – 4 отбора – от 5 до 8 място в редовния сезон
- трета група – 8 отбора – от 9 до 16 място в редовния сезон.

В първа и втора се играят шест кръга и се играе на принципа разменено гостуване, а 3-тият или 4-тият от първата група ирае срещу 5-ия от втората група. В групата на изпадащите (в тази група се играят 7 кръга) – отборите завършили на 15-о и 16-о изпадат директно, докато отборите, завършили на 13-о и 14-о място, играят бараж за оставане в Първа лига съответно срещу 3-тия и 4-тия от Втора лига.

## Отбори
През този сезон отборите са 16. Новите отбори от Втора лига са Септември София и Спартак Варна. В резултат на победа в баража (изигран на 30 май 2024 г.) срещу Марек Дупница отборът на Ботев Враца остава и този сезон в Efbet лига.

### По градове
- София – 6 отбора;
- Варна; Пловдив  – 2 отбора;
- Враца, Крумовград, Кърджали, Пазарджик, Разград и Стара Загора – по 1 отбор.

### По азбучен ред
| Отбор             | Място        | Стадион                                                           | Капацитет               | Изображение |
| ----------------- | ------------ | ----------------------------------------------------------------- | ----------------------- | ----------- |
| Арда              | Кърджали     | Арена Арда                                                        | 11 114                  |             |
| Берое             | Стара Загора | Берое                                                             | 16 000 (12 128 седалки) |             |
| Ботев Враца       | Враца        | Христо Ботев                                                      | 15 000 (8 935 седалки)  |             |
| Ботев Пловдив     | Пловдив      | Христо Ботев                                                      | 18 777                  |             |
| Крумовград        | Крумовград   | Спортен комплекс „Никола Щерев – Старика“ - Пловдив               | 3 500                   |             |
| Левски            | София        | Георги Аспарухов                                                  | 17 688                  |             |
| Локомотив Пловдив | Пловдив      | Локомотив                                                         | 11 000 (10 500 седалки) |             |
| Локомотив София   | София        | Локомотив                                                         | 16 000 (11 200 седалки) |             |
| Лудогорец         | Разград      | Хювефарма арена                                                   | 10 423                  |             |
| Септември         | София        | ДИТ (без лиценз за Първа лига), играе на Локомотив                | 2 000 16 000            |             |
| Славия София      | София        | Александър Шаламанов                                              | 15 992                  |             |
| Спартак Варна     | Варна        | Спартак                                                           | 8 000                   |             |
| Хебър             | Пазарджик    | Георги Бенковски                                                  | 13 128                  |             |
| ЦСКА 1948         | София        | Бистрица                                                          | 2 500                   |             |
| ЦСКА-София        | София        | Българска армия - затворен за пълна реконструкция, „Васил Левски“ | 16 021 в проект 43 230  |             |
| Черно море        | Варна        | Тича                                                              | 6 250                   |             |

- Забележка:
  - Част от стадионите притежават сектори без седалки, поради което е даден общ капацитет на стадиона включващ и тях.
  - Крумовград играе домакинските си мачове на спортен комплекс „Никола Щерев – Старика“ в Пловдив.
  - Септември играе домакинските си мачове на Локомотив в София.
  - ЦСКА-София играе домакинските си мачове на  „Васил Левски“  в София, стария стадион Българска армия с капацитет	22 995 (18 495 седалки) е напълно разрушен и затворен за пълна реконструкция.

## Първа фаза
| Отбор             | М  | П  | Р  | З  | ВГ | ДГ | ГР  | Т  |
| ----------------- | -- | -- | -- | -- | -- | -- | --- | -- |
| Лудогорец         | 30 | 24 | 4  | 2  | 62 | 14 | +48 | 76 |
| Левски София      | 30 | 19 | 5  | 6  | 55 | 25 | +30 | 62 |
| Арда              | 30 | 15 | 8  | 7  | 49 | 33 | +16 | 53 |
| Черно море        | 30 | 14 | 11 | 5  | 41 | 25 | +16 | 53 |
| Ботев Пловдив     | 30 | 14 | 7  | 9  | 32 | 31 | +1  | 49 |
| Спартак Варна     | 30 | 14 | 6  | 10 | 39 | 38 | +1  | 48 |
| ЦСКА-София        | 30 | 13 | 8  | 9  | 40 | 27 | +13 | 47 |
| Берое             | 30 | 12 | 6  | 12 | 34 | 29 | +5  | 42 |
| Славия София      | 30 | 12 | 6  | 12 | 43 | 42 | +1  | 42 |
| ЦСКА 1948         | 30 | 8  | 10 | 12 | 38 | 44 | -6  | 34 |
| Септември София   | 30 | 10 | 3  | 17 | 32 | 47 | -15 | 33 |
| Локомотив София   | 30 | 8  | 6  | 16 | 29 | 49 | -20 | 30 |
| Крумовград        | 30 | 7  | 9  | 14 | 16 | 31 | -15 | 30 |
| Локомотив Пловдив | 30 | 7  | 7  | 16 | 27 | 40 | -13 | 28 |
| Ботев Враца       | 30 | 5  | 6  | 19 | 24 | 57 | -33 | 21 |
| Хебър Пазарджик   | 30 | 3  | 8  | 19 | 23 | 52 | -29 | 17 |

|                   | Ар  | Бер | БВр | БПд | КРУМГ | Лев | ЛПд | ЛСф | ЛУД | Сеп | Сла | СпВ | Хеб | Ц'48 | Ц-Сф | Чм  |
| ----------------- | --- | --- | --- | --- | ----- | --- | --- | --- | --- | --- | --- | --- | --- | ---- | ---- | --- |
| Арда              | —   | 1:1 | 2:0 | 1:0 | 1:0   | 1:1 | 4:2 | 5:0 | 0:4 | 2:1 | 1:1 | 2:2 | 2:1 | 1:0  | 2:1  | 4:0 |
| Берое             | 1:4 | —   | 5:1 | 0:1 | 0:0   | 0:1 | 0:2 | 0:0 | 0:1 | 2:0 | 1:0 | 3:0 | 2:1 | 2:0  | 0:2  | 0:1 |
| Ботев Враца       | 3:1 | 1:2 | —   | 1:3 | 0:0   | 0:2 | 0:0 | 0:3 | 0:2 | 2:0 | 3:2 | 1:1 | 1:0 | 0:3  | 1:1  | 2:3 |
| Ботев Пловдив     | 1:1 | 0:0 | 3:1 | —   | 1:0   | 1:0 | 2:2 | 2:0 | 2:4 | 3:0 | 1:0 | 0:1 | 0:1 | 0:5  | 0:3  | 1:0 |
| Крумовград        | 0:0 | 0:1 | 3:0 | 0:1 | —     | 0:2 | 0:0 | 0:2 | 0:3 | 2:0 | 1:0 | 1:0 | 1:0 | 1:1  | 1:0  | 1:1 |
| Левски София      | 2:1 | 0:2 | 4:0 | 1:1 | 3:0   | —   | 2:1 | 2:0 | 2:1 | 2:3 | 3:3 | 2:0 | 1:0 | 2:0  | 1:0  | 1:2 |
| Локомотив Пловдив | 1:0 | 1:2 | 1:0 | 0:1 | 0:2   | 0:2 | —   | 1:1 | 1:0 | 0:1 | 0:1 | 1:2 | 3:3 | 0:2  | 2:2  | 1:2 |
| Локомотив София   | 0:2 | 2:1 | 0:1 | 1:1 | 0:0   | 1:6 | 0:1 | —   | 1:2 | 1:2 | 3:2 | 2:1 | 0:0 | 0:0  | 0:3  | 2:1 |
| Лудогорец         | 5:1 | 2:1 | 3:0 | 3:0 | 3:0   | 1:0 | 1:0 | 2:0 | —   | 0:0 | 2:0 | 2:1 | 3:0 | 3:0  | 1:0  | 0;0 |
| Септември София   | 0:4 | 0:1 | 2:2 | 1:0 | 1:0   | 0:1 | 2:3 | 0:1 | 0:2 | —   | 3:2 | 0:1 | 6:1 | 1:1  | 0:1  | 1:2 |
| Славия София      | 1:1 | 2:1 | 4:2 | 3:2 | 0:1   | 0:1 | 2:1 | 3:2 | 0:1 | 2:3 | —   | 3:1 | 1:1 | 1:1  | 1:0  | 1:0 |
| Спартак Варна     | 1:0 | 0:3 | 1:0 | 1:0 | 1:0   | 0:0 | 1:0 | 3:2 | 1:3 | 4:2 | 0:2 | —   | 4:0 | 1:1  | 3:0  | 0:2 |
| Хебър Пазарджик   | 0:2 | 3:1 | 1:1 | 1:1 | 0:0   | 1:4 | 0:0 | 2:1 | 0:2 | 1:2 | 2:3 | 0:2 | —   | 1:1  | 0:1  | 0:1 |
| ЦСКА 1948         | 1:2 | 1:1 | 1:0 | 0:1 | 4:1   | 2:4 | 2:1 | 1:4 | 1:3 | 2:0 | 2:0 | 2:2 | 1:3 | —    | 1:3  | 0:3 |
| ЦСКА-София        | 2:0 | 1:0 | 2:0 | 0:1 | 2:2   | 2:2 | 2:0 | 1:0 | 2:2 | 0:1 | 0:1 | 3:1 | 3:1 | 2:2  | —    | 1:1 |
| Черно море        | 1:1 | 1:1 | 2:1 | 1:1 | 3:0   | 2:1 | 1:2 | 4:0 | 1:1 | 2:0 | 1:1 | 1:1 | 1:0 | 0:0  | 0:0  | —   |

- Според мястото си в тази фаза отборите продължават в три групи във втората фаза в следната последователност:
  - Отборите класирани от 1-во до 4-то място играят в първа група;
  - Отборите класирани от 5-о до 8-о място играят във втора група;
  - Отборите класирани от 9-о до 16-о място играят в трета група.
- Обявяване на прогрмата за първите два кръга
  - Решение СТК 03.07.2024 г.
  - Евроучастници откриват efbet Лига, ето кога играят Лудогорец - ЦСКА и Локо Сф - Левски
  - Обявиха програмата за 1-ви и 2-ри кръг на efbet Лига, няма да отлагат Лудогорец - ЦСКА - София
- С Решение СТК 23.07.2024 г. - се обява програмата за 3-ти 4-кръг от Efbet лига и Втора лига,както и отлагането на следния мач:
  - Поради участието на Лудогорец в турнира Шампионска лига мачът на отбора от 2-я кръг (планиран първоначално за 27.07.2024 г) от Efbet лига се отлага, а конкретният мач е:
    - Славия София – Лудогорец
      - Мачът е пренасрочен за 18 септември 2024 година
- С Решение СТК 30.07.2024 г. - се обявява  отлагането на мач от 4-я кръг на Efbet лига (планиран първоначално за 11.08.2024 г) поради участието и на двата отбора (съответно в Шампионска лига и Лига Европа), а отложения мач е следният:
  - Ботев Пловдив – Лудогорец
    - Мачът е пренасрочен за 19 декември 2024 година
- С Решение СТК 30.07.2024 г. - се обявява  отлагането на мач от 3-я кръг на Efbet лига (планиран първоначално за 05.08.2024 г) поради участието на отбора в Лига на конференциите, а отложения мач е следният:
  - Септември София – ЦСКА 1948
    - Мачът е пренасрочен за 25 септември 2024 година
- С Решение СТК 30.07.2024 г. - се обявява  промяна на домакина в мач от 3-я кръг на Efbet лига (планиран първоначално за 02.08.2024 г) поради ремонт на стадион. Първоначално мачът трябва да се играе на стадион  Георги Бенковски в  (Пазарджик, но е изместен за същата дата да се играе на стадион Александър Шаламанов в София, а мачът е
  - Хебър Пазарджик – Славия София
    - Забележка: Написаното по-горе означава, че двата отбара в 3-я кръг ще си размеят ролите на домакин и гост, тоест няма да е като първоначално е планирано Хебър да е домакин в 3-я кръг, а ще бъде домакин в 18-ти кръг
- С Решение СТК 06.08.2024 г. - се обява прогрмата за 5 и 6 кръг на Efbet лига и Втора лига
- С Решение СТК 09.08.2024 г. - се обявява  отлагането на мач от 5-ти кръг на Efbet лига (планиран първоначално за 11.08.2024 г) поради участието на отбора на ЦСКА 1948 в Лига на конференциите, а отложения мач е следният:
  - ЦСКА 1948 – ЦСКА София
    - Мачът е пренасрочен за 07 ноември 2024 година
- С Решение СТК 12.08.2024 г. - се обявява  промяна на домакина в мач от 5-ти кръг на Efbet лига (планиран първоначално за 18.08.2024 г) поради ремонт на стадион. Първоначално мачът трябва да се играе на стадион  Георги Бенковски в  (Пазарджик, но е изместен за същата дата да се играе на стадион Христо Ботев в Пловдив, а мачът е
  - Хебър Пазарджик – Битев Пловдив
    - Забележка: Написаното по-горе означава, че двата отбара в 3-я кръг ще си размеят ролите на домакин и гост, тоест няма да е като първоначално е планирано Хебър да е домакин в 5-ти кръг, а ще бъде домакин в 20-ти кръг.
- С решение СТК 16.08.2024 г. - се обявява промяна на програмата за 6-ти кръг на Efbet лига поради участието на Ботев Пловдив и Лудогорец съответно в Лига Европа и Лига на конференциите. Промяната на програмата е следната:
  - Берое – Лудогорец - се игра на 25 август, а не като е било първоначално планирано на 24 август.
  - Ботев Пловдив – Спартак Варна - се игра на 24 август, а не като е било първоначално планирано не 25 август.
- С Решение СТК 20.08.2024 г. - се обява програмата съответно за 7-ми от Efbet лига и 7 и 8 кръг от Втора лига
- С решение СТК 26.08.2024 г. - се обявява промяна на програмата за 7-ми кръг на Efbet лига. Промяната на програмата е следната:
  - Крумовград – Септември София - се игра на 31 август, а не като е било първоначално планирано не 01 септември.
  - Локомотив Пловдив – Локомотив София -  се игра на 01 септември, а не като е било първоначално планирано не 31 август.
- С решение СТК 03.09.2024 г. - се обява програмата съответно за кръгове 8-ми до 11-ти кръг от Efbet лига и от 9 до 12 кръг от Втора лига
- С решение СТК 12.09.2024 г. - се обява промояна в програмата на 9-ти кръг от Efbet лига
  - Хебър Пазарджик – Септември София - се игра на 20 септември от 17:00 ч, а не като е било първоначално планирано на 20 септември от 19:30 ч. Мачът се игра на стадион Локомотив в Пловдив
  - Локомотив Пловдив – ЦСКА 1948 - се игра на 19 септември от 17:00 ч, а не като е било първоначално планирано за 20 септември.
- С решение СТК 30.09.2024 г. - се обява програмата:
  - зa 8 кръг от Efbet лига
  - от 13-ти до 15-ти кръг от Efbet лига
  - отложен мач от 4-ти кръг от Efbet лига
  - от 13-ти до 16-ти кръг от Втора лига
  - от 2-ри предварителен кръг от Купа на България
- С решение СТК 08.11.2024 г. - се обява програмата:
  - от 16-ти до 19-ти кръг от Efbet лига
  - от 17-ти до 21-ви кръг от Втора лига
  - от 1/8 финалите от Купа на България
- С решение СТК 20.11.2024 г. - се обяват промени в програмата на Efbet лига и Втора лига. Те са следните:
  - Мачът от 20-ти кръг на  Втора лига - Добруджа Добрич – Фратрия - се игра на 05 декември, а не като е било първоначално планирано на 04 декември.
  - Мачът от 20-ти кръг на  Втора лига - Дунав Русе – Спартак Плевен - се игра на 05 декември от 14:00 ч, а не като е било първоначално планирано на 05 декември от 17:30ч.
  - Мачът от 21-ви кръг на Втора лига - ЦСКА II – Добруджа Добрич - се игра на 09 декември от 17:00 ч, а не като е било първоначално планирано на 08 декември.
  - Със съгласието на двата отбора отложената среща между тимовете на Лудогорец II и Струмска слава от 16-ти кръг на Втора лига - се игра на 13 декември от 14:00 ч.
  - Насрочва се дата за отложения двубой от 4-ти кръг на Efbet лига между отборите на Ботев Пловдив и Лудогорец за 19 декември 2024 г от 17:00ч.
  - По предложение на БПФЛ се насрочва дата за мача за Суперкупата на България за 04 февруари 2025 година. Мачът е между Ботев Пловдив и Лудогорец.
- С решение СТК 10.01.2025 г. - се  обявява следната програмата:
  - мачът за Суперкупата се насрочва за 04 февруари
  - 20-ти  и 21-ви кръг от Efbet лига
  - за 22-ри кръг от Втора лига
- С решение СТК 31.01.2025 г. - се  обявява следната програмата:
  - за 1/4 финалите от Купа на България
  - за 22-ри  до 25-ти кръг от Efbet лига
  - за 23-ти до 27-ми кръг от Втора лига
- С решение СТК 11.03.2025 г. - се  обявява следната програмата:
  - за 1/2 финалите от Купа на България
  - за 26-ти  до 30-ти кръг от Efbet лига
  - за 28-ми до 32-ри кръг от Втора лига

- Данните са актуални към 15 юли 2025 г. в 07:46 ч.

## Втора фаза
В тази фаза от сезона отборите се разделят в 3 групи:
- Първа група - в нея ще играят отборите завършили от 1-во до 4-то място. Отборите ще се среащнат по два пъти на принципа размено гостуване – ще се изграят общо 6 кръга.
- Втора група - в нея ще играят отборите завършили от 5-то до 8-мо място. Отборите ще се среащнат по два пъти на принципа размено гостуване – ще се изграят общо 6 кръга.
- Трета група - в нея ще играят отборите завършили от 9-то до 16-то място. Отборите ще се среащнат по веднъж – ще се изграят общо 7 кръга.